# Романович, Сергей Михайлович
Сергей Михайлович Романо́вич (11 [23] сентября 1894, Москва — 21 ноября 1968, Москва) — русский и советский художник, писатель и философ.

## Биография
Родился в Замоскворечье, в семье Михаила Михайловича Романовича — инспектора по надзору за домами для сирот Опекунского совета ведомства императрицы Марии Фёдоровны. Романовичи были наследственными священниками, только Михаил Михайлович поступил на государственную службу и выслужил чин статского советника. Мать — Софья Александровна Ненсберг, шведка по отцу (лейб-медику) — была первым учителем Серёжи.
Я вспоминаю, когда рисовал волосатые солнца. Восхищался – мать рисовала вечерами на грифельной доске девушку в платьице и в туфельках, (тук-тук ножка), изящную, или мужика с топором – удивление перед искусством... И вот первая картина (тут мне было лет двенадцать), которую в воскресенье писал масляными красками, это – нимфа с амурами. А потом я уже стал писать «из головы» масляными красками дома и восхищал всех своих родных и знакомых.Стали просить – и даже заказывать – для столовых, гостиных разные натюрморты, дичь – и получал вознаграждение, раз даже до золотой монеты.
В 1903—1909 годах учился в 10-й московской гимназии. В 1909 году поступил на живописное отделение Московского училища живописи, ваяния и зодчества; учился у Н. Касаткина, А. Архипова, К. Коровина, В. Н. Бакшеева, С. В. Малютина, С. Д. Милорадовича, А. С. Степанова.
Подружившись с Михаилом Ларионовым, был в 1912—1914 годах членом художественного объединения «Лучисты и будущники», участвовал в их выставках («Мишень» — 1913 год, «№ 4» — 1914 год).
В 1914 году он записался добровольцем в армию.
В 1918—1920 годах преподавал в изостудии московского Пролеткульта, в 1920—1928 годах (с перерывами) — в воронежском отделении Вхутемаса, в 1922—1923 годах — в московском Вхутемасе, с 1929 года — на рабфаке искусств, в Архитектурно-строительном институте, декоративном отделении Московского высшего художественного-промышленного училища (бывшее Строгановское) «с перерывами».
В 1921—1926 годах — активный член объединения «Маковец».
В 1928 году вступил в «Общество московских художников» (ОМХ).
В 1932 году был командирован на Русский Север, в 1938 году — в Среднюю Азию, в 1938—1939 годах — в Азербайджан.
В 1935—1948 годах работал в мастерской монументальной живописи Академии архитектуры СССР. Им был выполнен ряд работ в жанре монументальной росписи:
- роспись павильона «Азербайджан» (темпера) на ВДНХ
- роспись промышленного техникума в Воронеже
- панно для Политехнического музея в Москве для рыбного отдела (темпера)
- роспись плафона театра Красной Армии в Москве
- зскизы росписи плафона Воронежского областного театра «Герои Советского Союза Гризодубова, Осипенко и Раскова» — темпера
- панно на специальную авиационную тему для Московского авиационного института
- роспись темперой 2-х комнат лечебно-санаторного Управления Кремля
- портретное панно для детской больницы Кремля
- роспись (темпера и фрески) для клуба зрительного зала и театра Болшевского машиностроительного завода
- «Строительство механического завода в городе Златоуст» масло, для постоянной Всесоюзной строительной выставки в Москве
- панно «Скоростное строительство высотных зданий для Зала стальконструкций на постоянной Всесоюзной строительной выставке в Москве»
- эскиз росписи для кинотеатра в городе Рязани
- роспись фронтона кинотеатра в городе Смоленске

Основная часть работ, созданных художником, посвящена античной и христианской темам, которые он разрабатывал в течение всей своей жизни. После войны почти не экспонировал свои произведения, зарабатывая на жизнь монументальными заказами.
В 1995 году работы художника были показаны на его ретроспективной выставке, в Русском музее (Санкт-Петербург), а затем в Третьяковской галерее в Москве.
В 2003 г. в Третьяковской галерее прошла научная конференция, посвящённая творчеству художника.
Работы С. М. Романовича получали высокую оценку историков искусства:

…В искусстве Романовича поражает его последовательность, настойчивость обращения к труднейшим художественным задачам, и главное, удивительная этическая красота. У Романовича духовная живопись. Великолепное мастерство, которым он владеет, он отдает человеку, возвышая его. Открывая в нём высокую красоту и внутреннюю силу.

Не сомневаюсь в том, что придет время, когда имя Романовича станет широко известно.— Дмитрий Сарабьянов

Картины и графика С. М. Романовича — это прекрасное искусство, которое должно поступить в наши лучшие музеи. Я уверен, что это рано или поздно произойдёт.— Михаил Алпатов
Умер в Москве 21 ноября 1968 г. Похоронен на Даниловском кладбище, участок 6.
Работы художника находятся в музеях городов Воронежа, Смоленска, Саратова, Павловска, Санкт-Петербурга, Москвы.

## Выставки
- «Мишень» (1913)
- Выставка «№ 4» (1914)
- Выставки, организованные Наркомпросом в 1918 и 1919 годах
- Выставка в Гааге (1924)
- «Маковец» (1922, 1923)
- Выставка 25-летнего юбилея 1905 года в Воронеже
- Выставка ОМХ (1928)
- Выставка «4 искусства» (1929)
- Выставка бригады АХР (1932)
- Выставка «Гражданская война в Воронежской области» (1928)
- Выставка «Художники группы „Маковец“» в Государственном музее «Царскосельская коллекция» (2017)